# Sonata da chiesa
Uzasadnienie: treści się pokrywają/uzupełniają
Sonata da chiesa, sonata kościelna – najczęściej 4-częściowa sonata, właściwa sonata przedklasyczna.
Początkowo jej budowa nie była ściśle określona. Części skrajne były utrzymane w tempie szybkim, a środkowe w tempie umiarkowanym, trójdzielnym, tanecznym. Pomiędzy nie wstawiano krótkie powolne ustępy muzyczne, akordowe lub imitacyjne.
Na przełomie XVII i XVIII w. Arcangelo Corelli wykształcił w swoich sonatach triowych (op. 1 i 3) i solowych (pierwszych sześć sonat z op. 5) modelową postać sonaty da chiesa, składającej się z 4 części:
- wolnej – imitacyjnej
- szybkiej – fugowanej
- wolnej – akordowej, w typie stylizowanego tańca (np. sarabanda)
- szybkiej – imitacyjnej, także w typie stylizowanego tańca (np. gigue)

Najczęściej składa się z czterech kontrastujących części:
1. wolnej – patetycznej,
2. szybkiej – imitacyjnej lub fugowanej,
3. wolnej – kantylenowej i homofonicznej,
4. szybkiej – fugowanej

Poszczególne części były skontrastowane pod względem agogicznym, rytmicznym czy fakturalnym. Różniły się też charakterem: części wolne były poważne, szybkie – wesołe. Schemat budowy sonaty da chiesa był wykorzystywany również jako forma dla concerti grossi m.in. Corellego czy Locatellego.
Głównym przedstawicielami późnej sonaty przedklasycznej byli kompozytorzy włoscy (Corelli, Torelli, Bassani, Vitali, Albinioni, Caldara, Bonporti, Geminiani, Locatelli, Dall’Abaco, Veracini, Pasquini), francuscy (Marais, Couperin, Leclair) i niemieccy (Kuhnau, Bach, Händel).